# Croix de Cessange

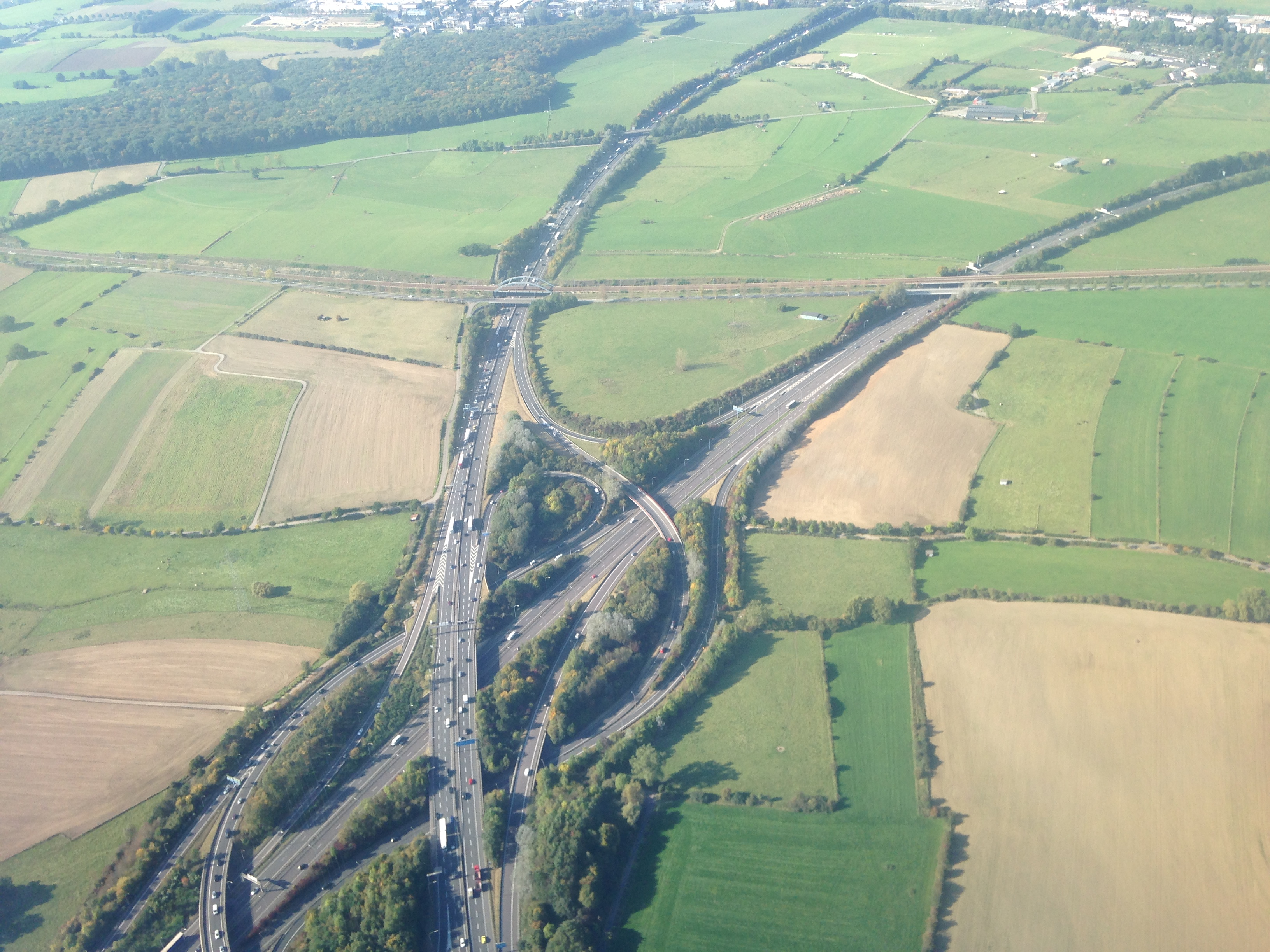
Vue aérienne de la Croix de Cessange

Localisation de la Croix de Cessange au Luxembourg

La Croix de Cessange est un échangeur autoroutier situé au Luxembourg, à l'ouest de la commune de Cessange.
Cet échangeur permet de raccorder l'autoroute A4 avec l'autoroute A6.